# Phylica marlothii
Phylica marlothii är en brakvedsväxtart som beskrevs av Neville Stuart Pillans. Phylica marlothii ingår i släktet Phylica och familjen brakvedsväxter.

## Underarter
Arten delas in i följande underarter:
- P. m. crassa
- P. m. levynsiae